# میدان شان دو مارس

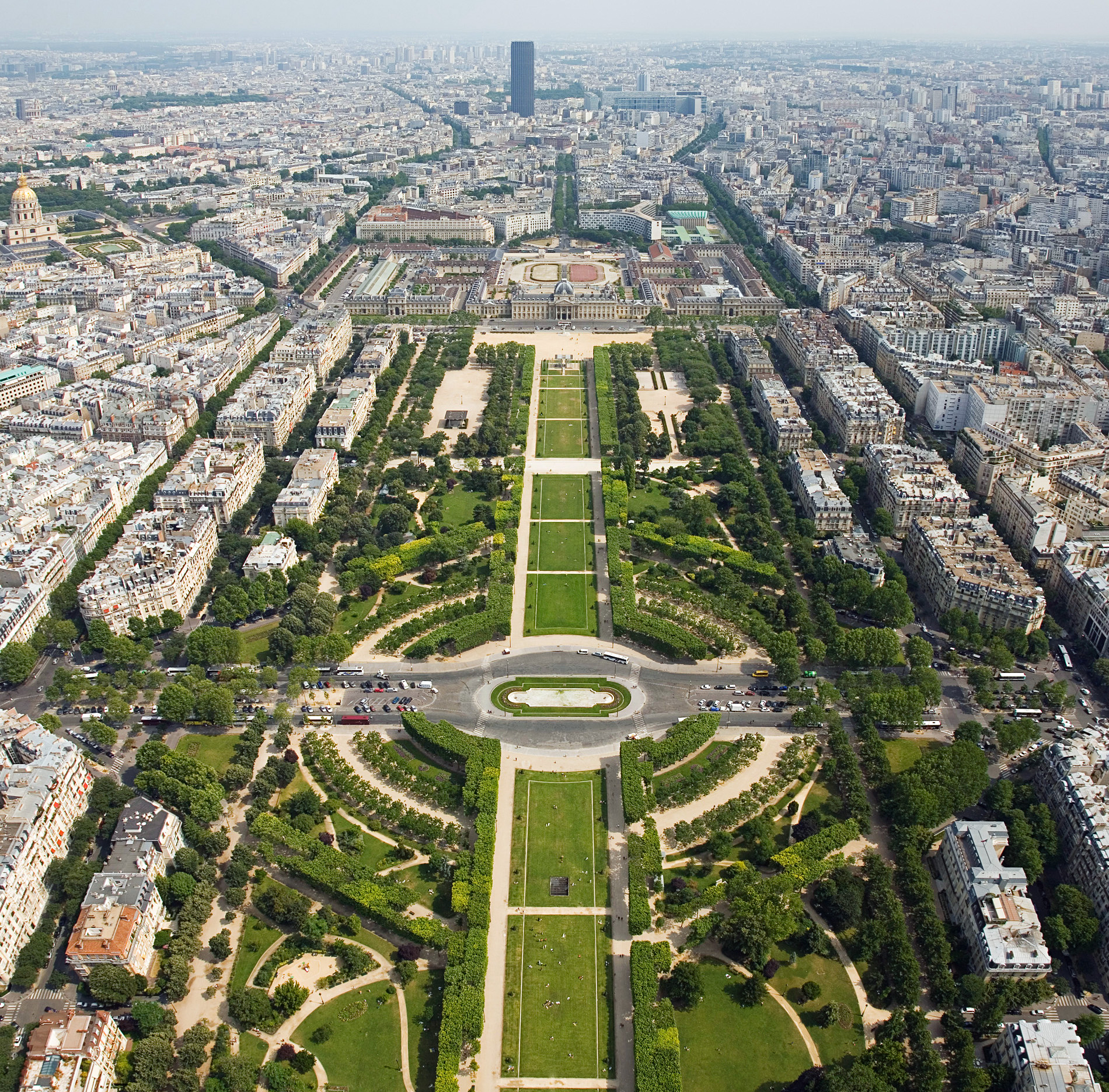
نمایی از میدان شان دو مارس

میدان شان دو مارس (به انگلیسی: Champ de Mars) میدانی است در شهر پاریس که مابین برج ایفل و مدرسه نظامی پاریس قرار دارد. کلمه مارس برگفته از مارس نماد جنگ در رم باستان است.
این میدان محل برگزاری مراسم‌ و وقایع تاریخی مهمی مانند اولین جشن ملی فرانسه در ۱۴ ژوئیه ۱۷۹۰ میلادی، قتل‌عام مردم در جریان انقلاب فرانسه در ۱۷ ژوئیه ۱۷۹۱ و گردن زدن ژان سیلوان بیی اولین شهردار پاریس در ۱۲ نوامبر ۱۷۹۳ بوده‌است.
همچنین این میدان محل برگزاری نمایشگاه بین‌المللی پاریس در سال ۱۸۶۷ و سال‌های ۱۸۷۸، ۱۸۸۹ و ۱۹۰۰ بوده‌است. پرواز اولین بالن با گاز هیدروژن ساخته شده توسط ژاک شارل و روبرت بروترس در ۲۷ اوت ۱۷۸۳ در این میدان انجام شده‌است.

## استفاده برای فیلم‌سازی
میدان شان دو مارس محل فیلم‌برداری فیلم نمایی به یک قتل از سری فیلم‌های جیمز باند در سال ۱۹۸۵ با بازی راجر مور بوده‌است.

## نگارخانه تاریخی

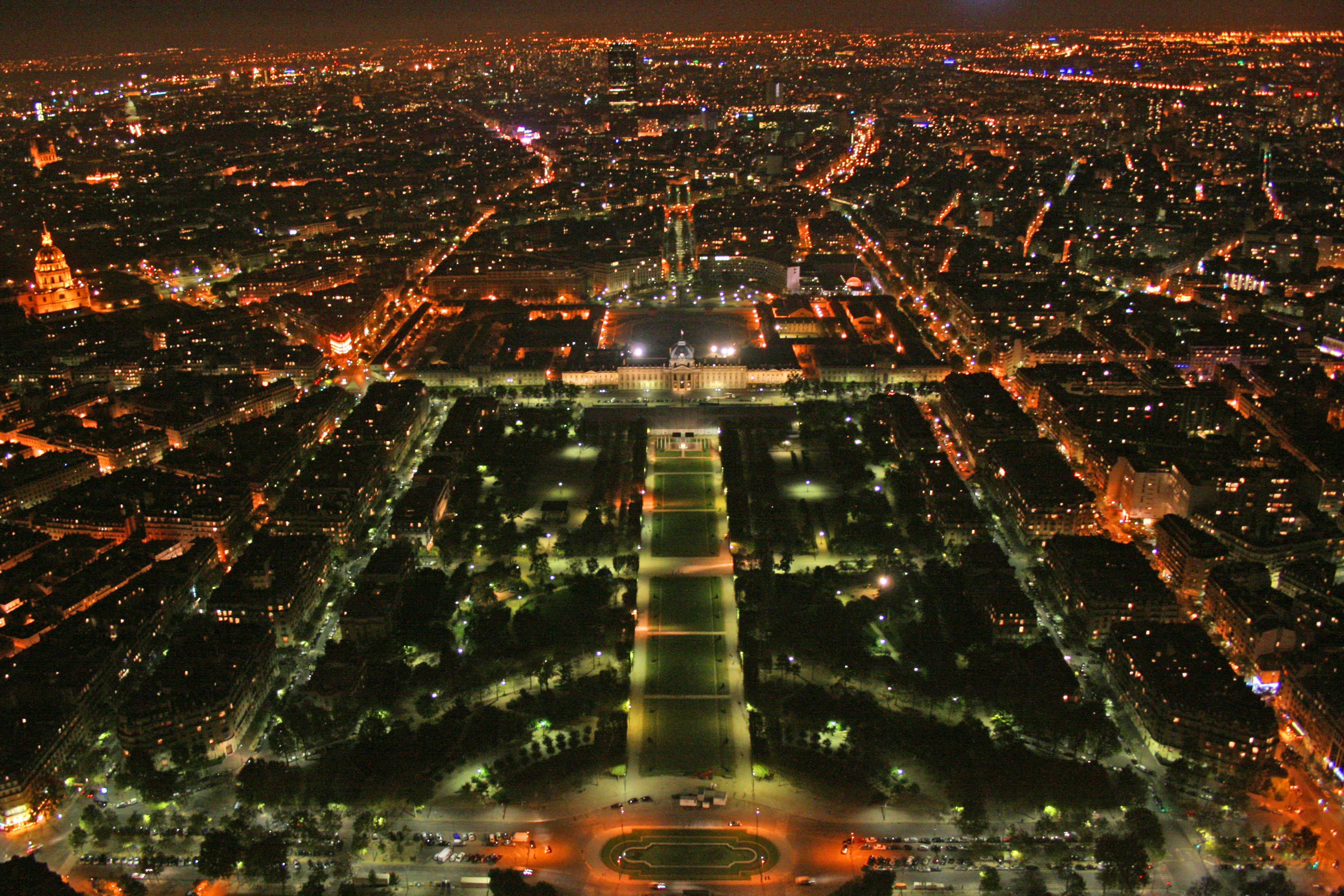
تصویری از میدان در شب - ۲۰۰۷
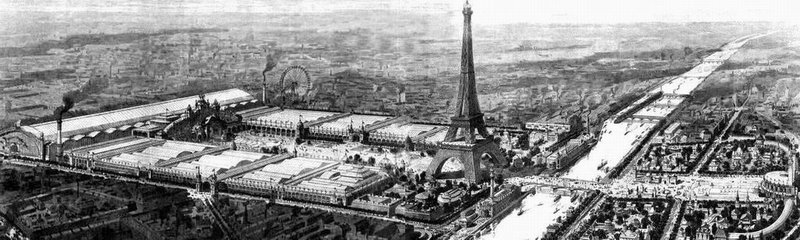
۱۹۰۰ میلادی
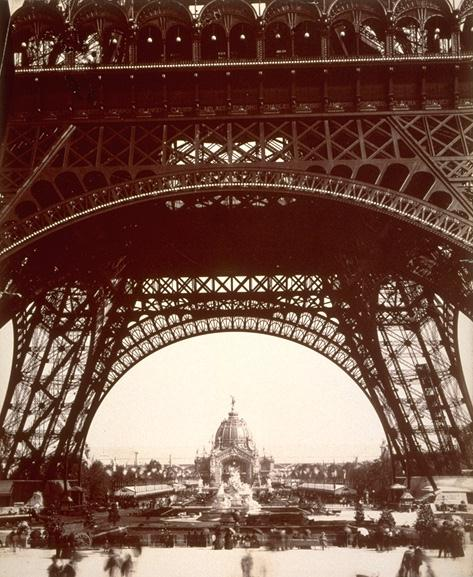
۱۸۸۹ میلادی
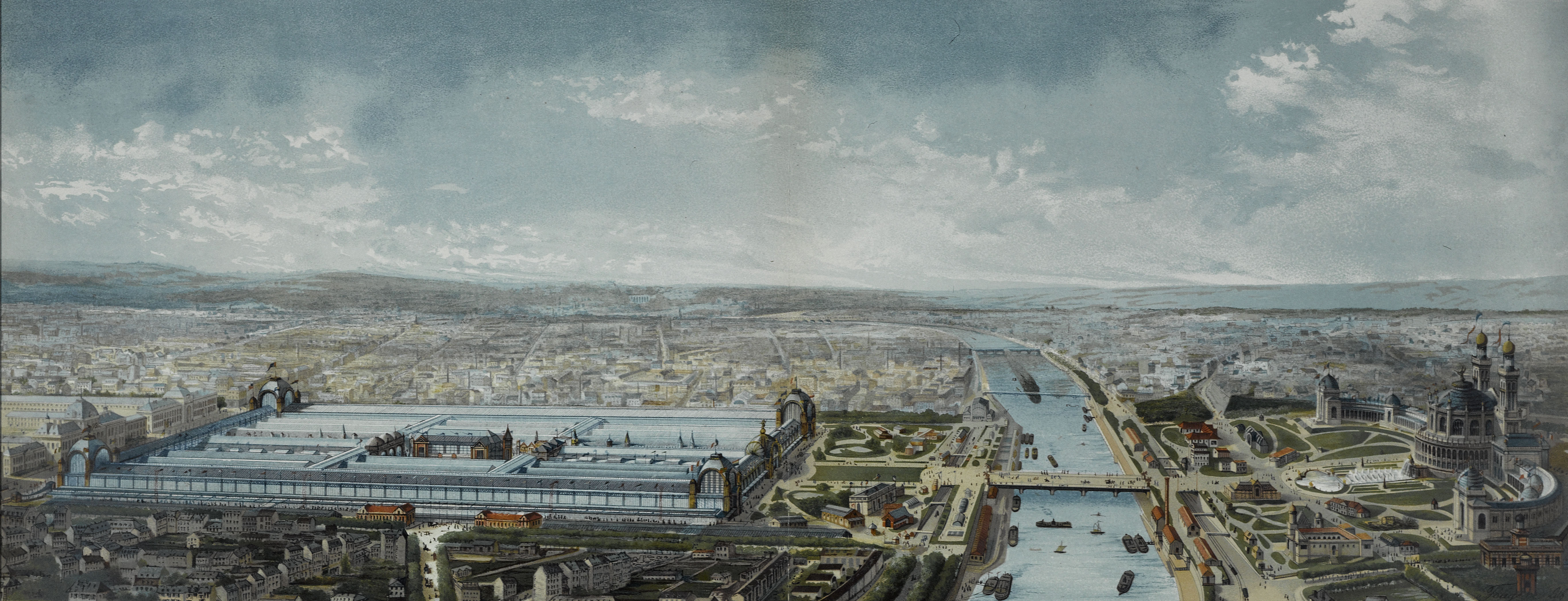
۱۸۷۸ میلادی
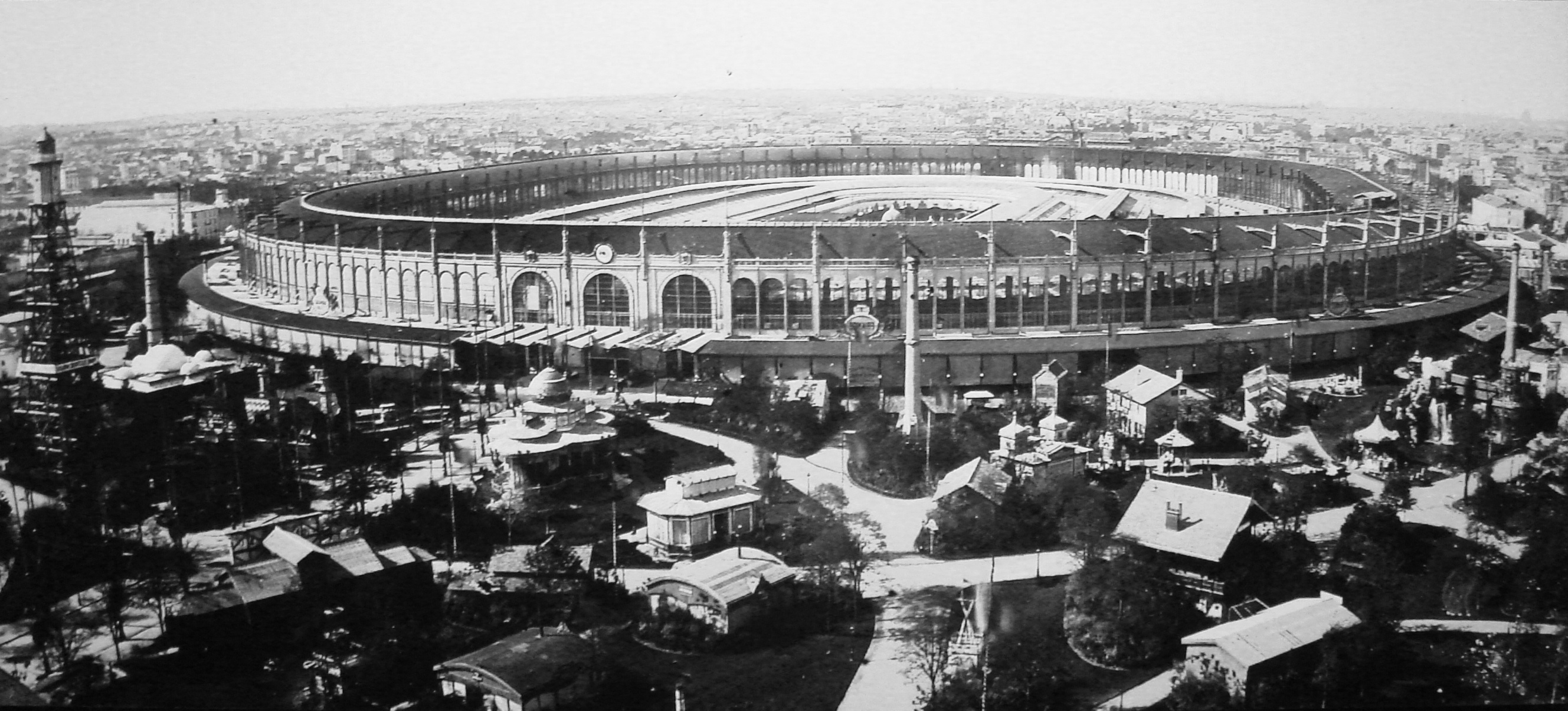
۱۸۶۷ میلادی
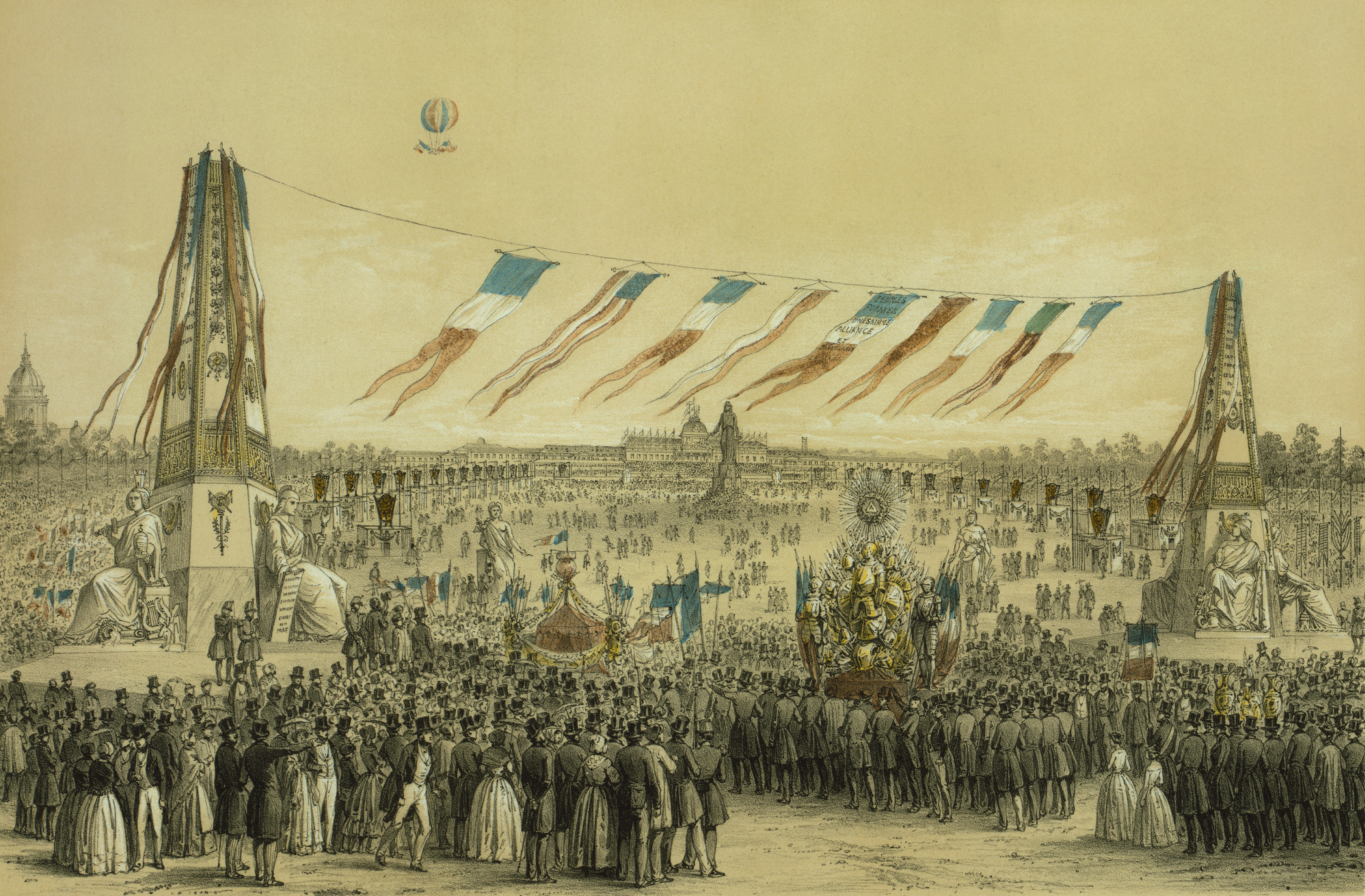
۱۸۴۸ میلادی
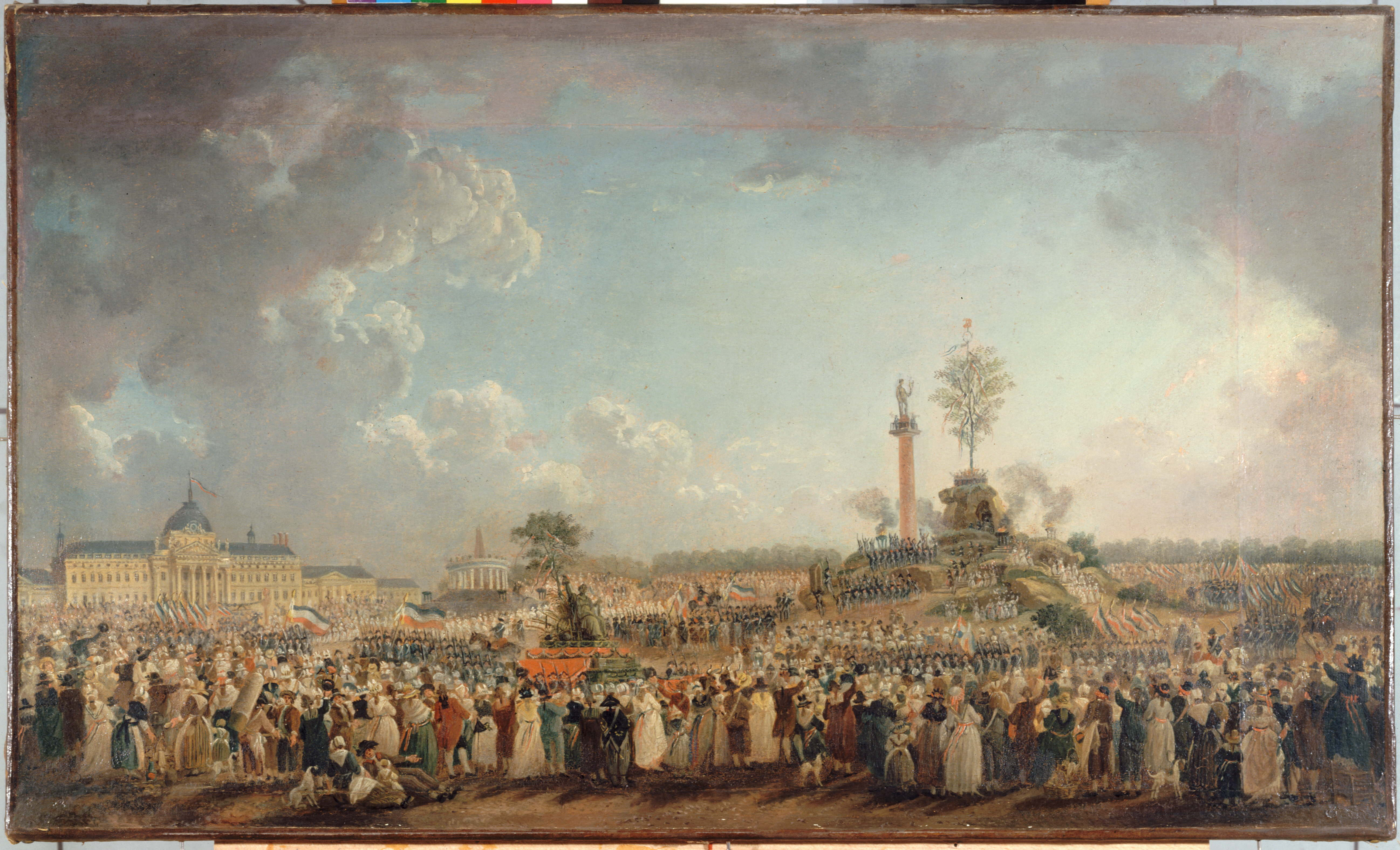
۸ژوئن ۱۷۹۴
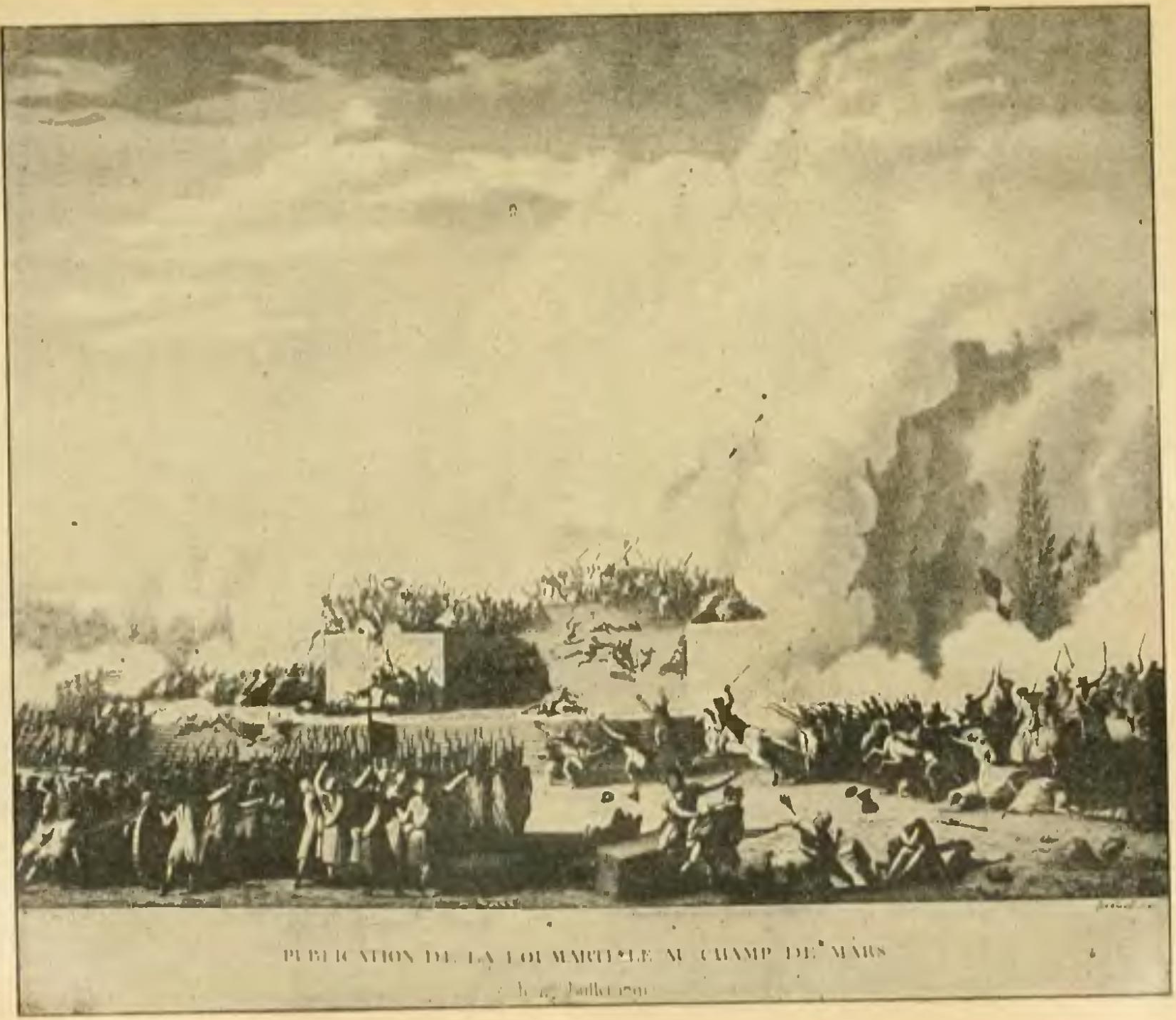
۱۷۹۱